# Alisher Mukhtarov
Alisher Mukhtarov (ur. 23 maja 1973) – uzbecki judoka. Dwukrotny olimpijczyk. Zajął piąte miejsce w Sydney 2000 i dziewiąte w Atlancie 1996. Walczył w wadze ekstralekkiej.
Uczestnik mistrzostw świata w 1995 i 1999. Startował w Pucharze Świata w 1996, 1998 i 2000. Wicemistrz Azji w 1995 i 1999 roku.

## Letnie Igrzyska Olimpijskie 1996
| Konkurencja | Eliminacje               | Eliminacje                         | Eliminacje                      | Repasaże              | Klas. końcowa |
| Konkurencja | Przeciwnik I             | Przeciwnik II                      | 1/4                             | Przeciwnik I          | Miejsce       |
| ----------- | ------------------------ | ---------------------------------- | ------------------------------- | --------------------- | ------------- |
| 60 kg       | Alexandre García (BRA) Z | Abdelouahed Idrissi Chorfi (MAR) Z | Dordżpalamyn Narmandach (MGL) P | Nigel Donohue (GBR) P | 9.            |

## Letnie Igrzyska Olimpijskie 2000
| Konkurencja | Eliminacje               | Eliminacje          | Eliminacje              | Finały                | Finały                 | Klas. końcowa |
| Konkurencja | Przeciwnik I             | Przeciwnik II       | 1/4                     | 1/2                   | o 3. miejsce           | Miejsce       |
| ----------- | ------------------------ | ------------------- | ----------------------- | --------------------- | ---------------------- | ------------- |
| 60 kg       | Francis Labrosse (SYC) Z | Umar Rabahi (ALG) Z | Elçin İsmayılov (AZE) Z | Jung Bu-kyung (KOR) P | Ajdyn Smagułow (KGZ) P | 5.            |